# Jelena Milić
Jelena Milic (Belgrado, 15 gennaio 1965) è una politologa serba.
È analista politica e direttrice del Centro per gli studi euro-atlantici (CEAS), che ha sede a Belgrado e controlla e analizza le tendenze delle democrazie occidentali e promuove l'adesione piena e attiva del Paese nell'Unione europea e nella NATO sin dalla sua istituzione nel 2007. A livello di istruzione, è un tecnico di fisica nucleare.